# Bodo Ramelow
Bodo Ramelow, né le 16 février 1956 à Osterholz-Scharmbeck (Basse-Saxe), est un homme politique allemand membre de Die Linke. Il est ministre-président de Thuringe entre 2014 et 2024.
Il est élu en 1994 député au Landtag de Thuringe sous les couleurs du Parti du socialisme démocratique (PDS). En 2004 puis en 2009, il conduit la campagne du PDS puis de Die Linke aux élections régionales. Il siège au Bundestag entre 2005 et 2009.
À la suite des élections régionales de 2014, il accède au poste de ministre-président avec le soutien d'une coalition « rouge-rouge-verte » avec le Parti social-démocrate et Les Verts. Il est reconduit en mars 2020 à la tête d'une coalition identique mais minoritaire, après le tremblement de terre politique produit en février par l'élection du libéral Thomas Kemmerich, qui finit par renoncer, avec les voix du parti d'extrême droite AfD.
Il quitte le pouvoir en 2024, après l'échec de son parti et de sa coalition aux élections régionales.

## Biographie

### Formation et vie professionnelle
Né en Basse-Saxe, il est élevé dans une famille protestante de la Hesse rhénane. Il termine ses études secondaires en 1971 et au cours des trois années qui suivent, il apprend le métier d'employé de commerce dans le commerce de détail chez Karstadt.
Il passe son mittlere Reife en 1975 à Marbourg, puis suit pendant deux ans une formation commerciale dans un lycée professionnel.
En 1977, il obtient un poste de vendeur chez Karstadt. À la fin des années 1970, alors qu'il est devenu gérant d'une succursale de Jöckel Vertriebs GmbH à Marbourg, il suit une formation de formateur à la chambre de commerce et d'industrie (IHK).

### Engagements syndicaux
Membre du syndicat du commerce, de la banque et des assurances (HBV), il en est désigné secrétaire pour la Hesse centrale en 1981. Il est élu président du HBV du nouveau Land de Thuringe en 1990, ainsi que président du conseil de surveillance de la coopérative de logements Zukunft, à Erfurt, deux ans plus tard.

### Débuts en politique
Il adhère au Parti du socialisme démocratique (PDS) en 1994 et signe trois ans plus tard la « déclaration d'Erfurt », publiée par quarante artistes, intellectuels, personnalités politiques et syndicalistes pour une coopération entre le PDS, le Parti social-démocrate d'Allemagne (SPD) et l'Alliance 90 / Les Verts (Grünen).
En 1999, il se présente aux élections régionales du 12 septembre en deuxième position sur la liste du PDS. Élu député au Landtag, il devient vice-président du groupe parlementaire. Il démissionne alors de ses fonctions syndicales et associatives.

### Chef de file de la gauche radicale
Il est désigné président du groupe PDS, le plus important de l'opposition, le 14 novembre 2001. Ainsi, lors d'une convention régionale en septembre 2003, il est investi chef de file du PDS pour les élections du 13 juin 2004. Lors de ce scrutin, la gauche radicale obtient 26,1 % des voix, son meilleur score depuis 1990, mais la CDU de Dieter Althaus conserve la majorité absolue. Ramelow est alors reconduit à la tête du groupe PDS, fort de 28 députés sur 88.

### Passage en politique fédérale
Le 13 décembre 2004, il est choisi par la direction du PDS comme directeur de campagne pour les futures élections fédérales, prévues en 2006. Le scrutin étant finalement avancé au 18 septembre 2005, il négocie en juin précédent la formation de listes conjointes avec l'Alternative électorale travail et justice sociale (WASG), formation politique rassemblant les déçus du SPD.
Bien qu'il échoue à se faire élire dans la 196e circonscription fédérale, il gagne un siège au Bundestag grâce au scrutin de liste. En conséquence, il démissionne le 17 octobre 2005 de son mandat parlementaire régional et devient vice-président du groupe parlementaire fédéral de la gauche radicale. Il est ensuite nommé négociateur en chef du PDS pour le processus de fusion avec la WASG, qui donne naissance en 2007 au parti Die Linke.

### Retour dans son Land

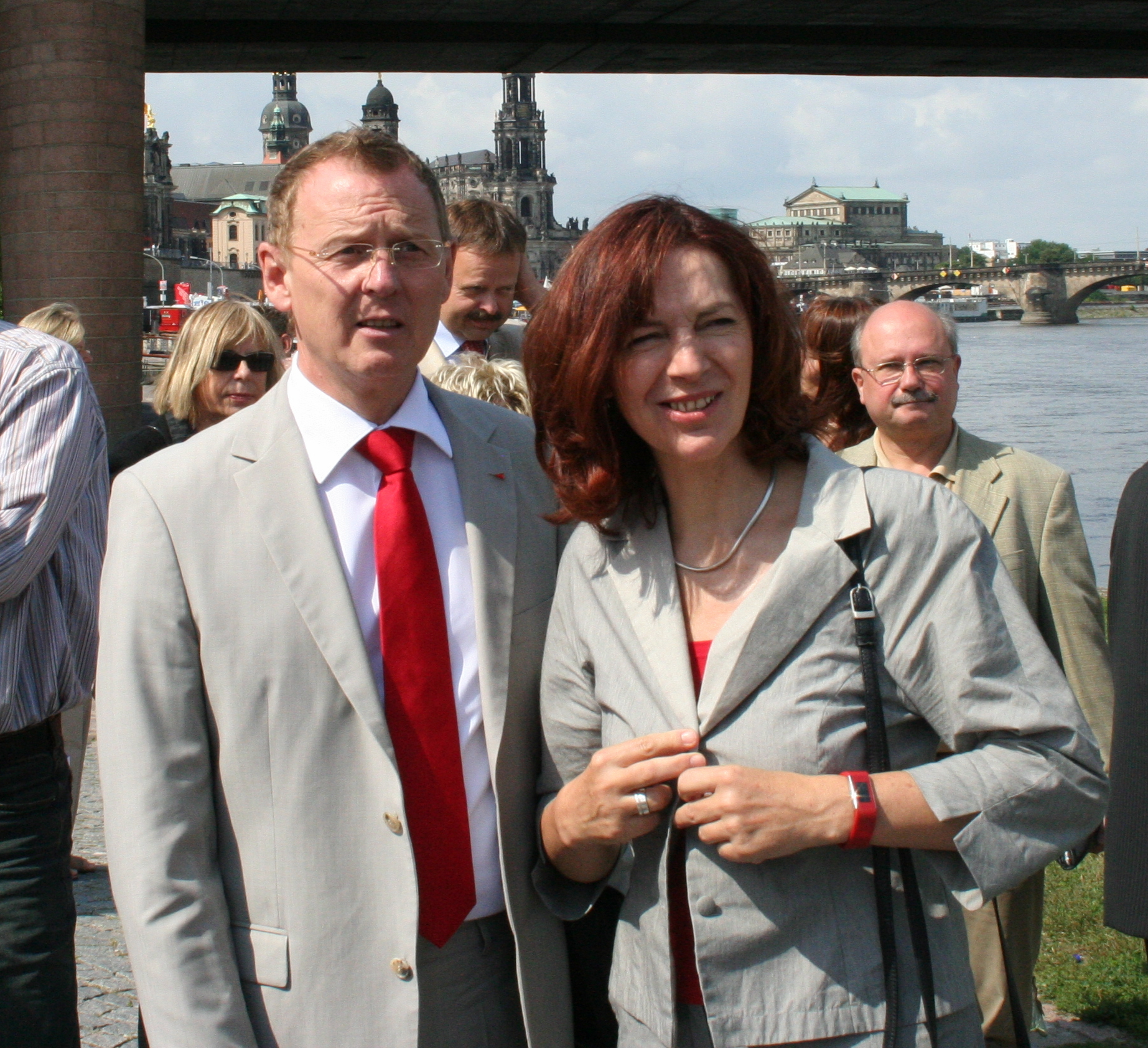
Bodo Ramelow, en campagne en Saxe en 2009.

Il est investi le 2 décembre 2007 chef de file de Die Linke pour les élections régionales du 31 août 2009 en Thuringe. Candidat dans la 26e circonscription régionale, il l'emporte de seulement 34 suffrages sur la candidate chrétienne-démocrate Marion Walsmann, ministre de la Justice sortante.

Alors que les partis de gauche sont nettement majoritaires au Landtag avec 51 sièges sur 88, la CDU et le SPD forment une « grande coalition » qui maintient Die Linke dans l'opposition ; Bodo Ramelow décide de tout de même se présenter au troisième tour de l'investiture du Landtag le 30 octobre, la candidate chrétienne-démocrate Christine Lieberknecht n'ayant pas obtenu la majorité lors des deux premiers. Il remporte 27 voix, contre 55 à son adversaire. Le 3 novembre, il est élu président de son groupe parlementaire. 

### Ministre-président de la Thuringe

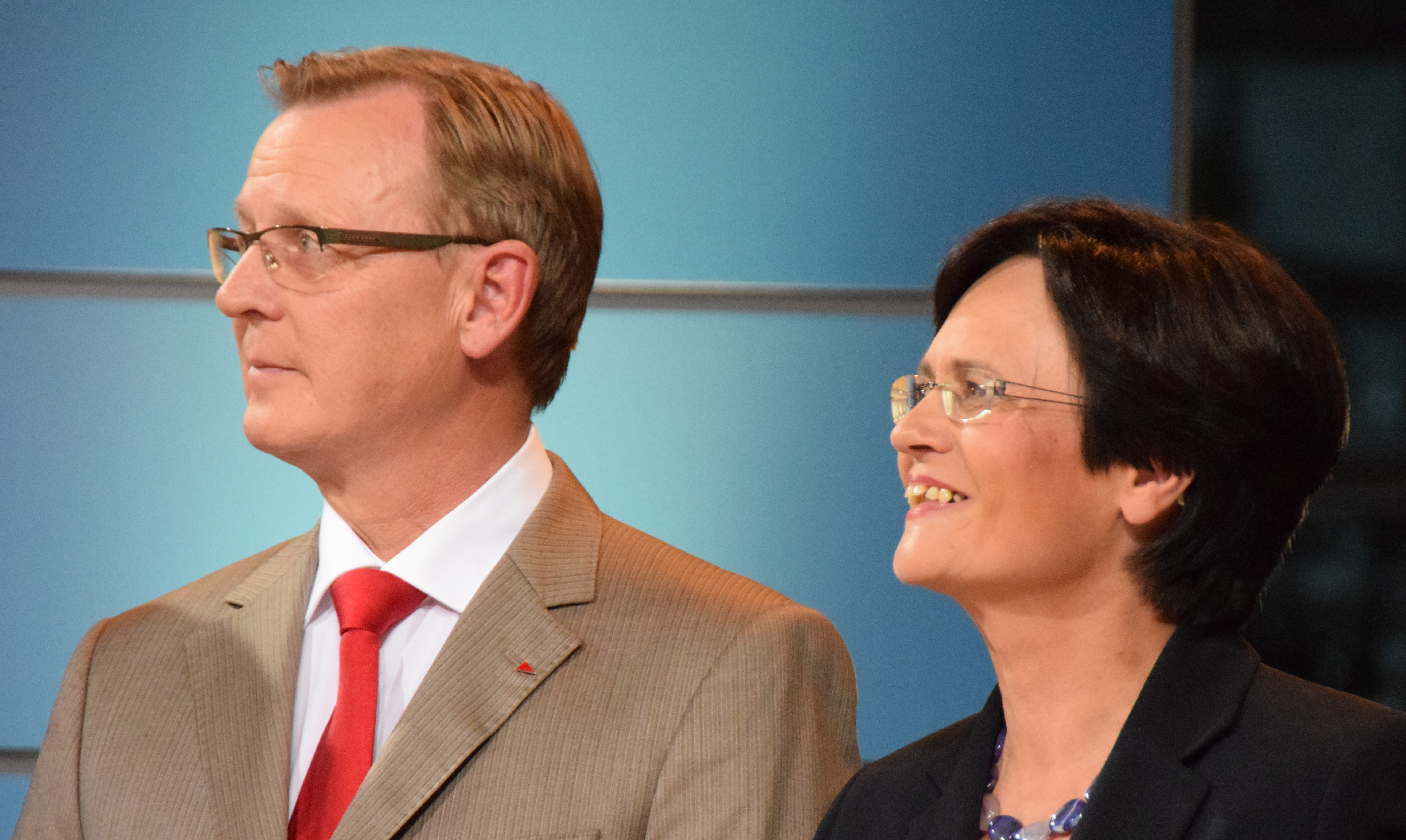
Bodo Ramelow et Christine Lieberknecht, au soir des élections de 2014.

Pour les élections régionales du 14 septembre 2014, il est choisi pour la troisième fois consécutive comme chef de file de Die Linke. Avec 28,2 % des voix et 28 députés sur 91, le parti finit une fois encore deuxième des forces politiques régionales. Bien qu'une éventuelle majorité de gauche soit nettement plus faible que cinq ans plus tôt, avec à peine 46 élus, Die Linke, le Parti social-démocrate et Les Verts entreprennent des négociations de coalition, qui se concluent positivement.
Le 5 décembre suivant, Bodo Ramelow est investi ministre-président de Thuringe par le Landtag, par 46 voix sur 91. C'est la première fois dans l'histoire politique allemande qu'un gouvernement est dirigé par un représentant de la gauche radicale ; c'est aussi la première fois qu'un gouvernement tripartite réunit trois formations se réclamant de la gauche.
À la suite des élections régionales du 27 octobre 2019, il perd le 5 février 2020 ses fonctions ministre-président au profit de Thomas Kemmerich, président du groupe parlementaire du Parti libéral-démocrate (FDP), qui obtient le soutien de l'Union chrétienne-démocrate d'Allemagne (CDU) et de l'Alternative pour l'Allemagne (AfD).
Ce vote provoque un tollé dans la classe politique et une crise au sein de la CDU, car depuis la dernière guerre aucun ministre président de land n'a été élu avec l'apport de voix de l'extrême-droite. Kemmerich démissionne le surlendemain. Une nouvelle élection est organisée le 4 mars 2020 qui permet la réélection de Bodo Ramelow et la reconduction d'un gouvernement minoritaire. Le 14 janvier 2021, en raison de l'évolution de la pandémie de Covid-19, les trois partis de la coalition gouvernementale et l'opposition chrétienne-démocrate s'entendent pour reporter la tenue du scrutin au 26 septembre, le même jour que les élections fédérales. Cette perspective est cependant écartée en juillet 2021, en raison de la défection de deux parlementaires de la CDU opposés à la dissolution et de l'opposition des Grünen à un tel scenario, ce qui permet au gouvernement minoritaire de se maintenir au pouvoir.

### Après le gouvernement régional
Lors des élections régionales du 1er septembre 2024, l'AfD arrive en tête devant la CDU tandis que la coalition au pouvoir est en très fort recul. Bodo Ramelow indique qu'il soutient le chrétien-démocrate Mario Voigt pour lui succéder. Le 12 décembre, après avoir formé une coalition avec le SPD et l'Alliance Sahra Wagenknecht (BSW), Mario Voigt est élu ministre-président par le Landtag par 51 voix favorables grâce au renfort d'une partie des députés de Die Linke.
Il se présente aux élections fédérales anticipées du 23 février 2025 dans la 192e circonscription fédérale, qui rassemble principalement Erfurt, Weimar et Grammetal. Il remporte 36,8 % des voix et assure sa réélection au Bundestag avec dix points d'avance sur le candidat de l'AfD. Au scrutin de liste, c'est cependant l'AfD qui vire en tête dans la circonscription avec 26,9 % des suffrages exprimés, contre 22,1 % pour Die Linke.